# Сетевая идентичность
Сетевая идентичность (также Виртуальная идентичность, Интернет-идентичность, Онлайн-идентичность, Интернет-личность) — совокупность гипертекстовых компонентов сетевого облика индивида, формируемого им в рамках онлайн-среды с целью самопрезентации и отражающего реальные аспекты его личности. Также сетевую идентичность можно определить как проект личности, творчески раскрываемый в рамках возможностей интерфейса используемой онлайн-платформы.
Наиболее распространенной разновидностью платформы для создания сетевой идентичности являются социальные сети; во многом благодаря рамочной конструкции профилей, каждая часть которой подчинена сверхзадаче личностного самовыражения, и широкому функционалу.

## Сетевая и реальная идентичности
Главным отличием сетевой идентичности от реальной является возможность индивида полностью контролировать первую, корректировать её по своему усмотрению, чтобы представать перед другими пользователями в нужном ему свете. В отличие от реальной, она обладает относительной мобильностью, то есть легко корректируется или заменяется. Эти отличия вытекают из определённых особенностей онлайн-среды, в рамках которой сетевая идентичность создается (дистанционная коммуникация между пользователями, возможность сохранять анонимность и проч.)
Благодаря вышеперечисленным факторам конструирование сетевой идентичности идет в направлении, задаваемом исключительно самим индивидом, то есть она полностью им контролируется, что, соответственно, позволяет ему при желании отходить от своей реальной идентичности в процессе Интернет-коммуникаций, а также создавать альтернативные. Таким образом, сетевая идентичность человека может как соответствовать, так и в различной степени отличаться от его идентичности в реальной жизни.
При создании сетевой идентичности, контрастирующей с реальной, пользователь так или иначе прибегает к искажению личной информации: скрывает или отрицает некоторые факты о себе, меняет биографические сведения и т. д. При этом чаще всего подобные искажения сознательны и склоняются в сторону того, что индивид считает идеалом. Так, образ, создаваемый человеком в Интернете, дает ему возможность самореализоваться и примерить на себя роль, которую он не имеет возможности опробовать в реальной жизни.
Все вышеперечисленное сделало феномен сетевой идентичности объектом исследования психологов. В России его изучением занимается родоначальник российской киберпсихологии Войскунский А. Е. и его команда (Евдокименко А. С., Федунина Н. Ю.). Среди других исследователей, поднимавших данную тему, стоит упомянуть Белинскую Е. П., развивающую мысли немецких психологов В. Фриндте и Т. Келера, Асмолова А. Г., а также Кузнецову Ю. М. и Чудову Н. В.. Вопросы сетевой идентичности в киберфизическом мире поднимаются в работах Чеклецова В. В.[значимость факта?]

## Статистика и исследования
Опросы помогли выяснить, что искажение информации о себе в среде социальных сетей и блогосфере с целью создания новой идентичности является социальной приемлемой в гораздо большей степени, чем ложь при непосредственной коммуникации, и не вызывает сильного общественного неприятия, в отличие от последней: более половины пользователей социальных сетей и авторов блогов признались в том, что сами хотя бы однажды размещали в Интернете в той или иной степени ложную информацию о себе.
Чаще всего изменениям подвергаются имя, возраст, семейное положение, внешность, хобби. Реже — пол, сведения об образовании, профессиональные данные, место жительства, музыкальные и художественные вкусы, информация о покупках, услугах и путешествиях, сексуальных отношениях, уровне дохода и национальности. Почти не подвергаются искажению сведения о политических и религиозных взглядах.
Мужчины чаще женщин искажают информацию о себе в рамках Интернет-коммуникации, особенно в отношении заработка, профессии и образования. Женщины чаще прибегают ко лжи в целях обеспечения собственной безопасности.
Выявлена взаимосвязь между самоотношением индивида и его потребностью в конструировании сетевой идентичности, приближенной к своему идеальному «Я». Так, чем больше глобальное самоотношение индивида, тем ниже его потребность в самореализации через Интернет-пространство, и наоборот.

## Альтернативная сетевая идентичность
Войскунский А. Е. определяет альтернативные сетевые идентичности как множественные (две и более) сетевые идентичности, которые сознательно используются пользователем сети Интернет в различных целях и ситуациях.
Проявление альтернативных идентичностей в жизни чаще всего является одной из патологий, изучаемых в рамках психиатрии (пример: диссоциативное расстройство идентичности). Меньшая их часть — случаи, когда люди осознанно принимают на себя не принадлежащие им социальные роли — в жизни встречаются редко, в отличие от Интернет-среды, где создание подобных идентичностей представляет собой нормальную практику. Наличие альтернативных сетевых идентичностей в большинстве случаев не говорит о том, что у индивида имеется психическое заболевание.

## Критика
Некоторые исследования показывают, что страницы пользователей в социальных сетях чаще всего корректно отражают их реальную идентичность в плане личностных психологических характеристик и поведения, таким образом оспаривая распространенную идею о том, что сетевая идентичность в большинстве случаев сильно контрастирует с реальной.